# Mexiko (delstat)
Mexiko (eller México) är en av landet Mexikos delstater och är belägen i den centrala delen av landet. Den täcker i huvudsak området norr och väster om landets huvudstad Mexico City och domineras av dess storstadsområde. Delstaten har strax över 15 miljoner invånare på en yta av 22 351 km², vilket gör den till landets folkrikaste och mest tätbefolkade delstat. Administrativ huvudort är Toluca de Lerdo. 

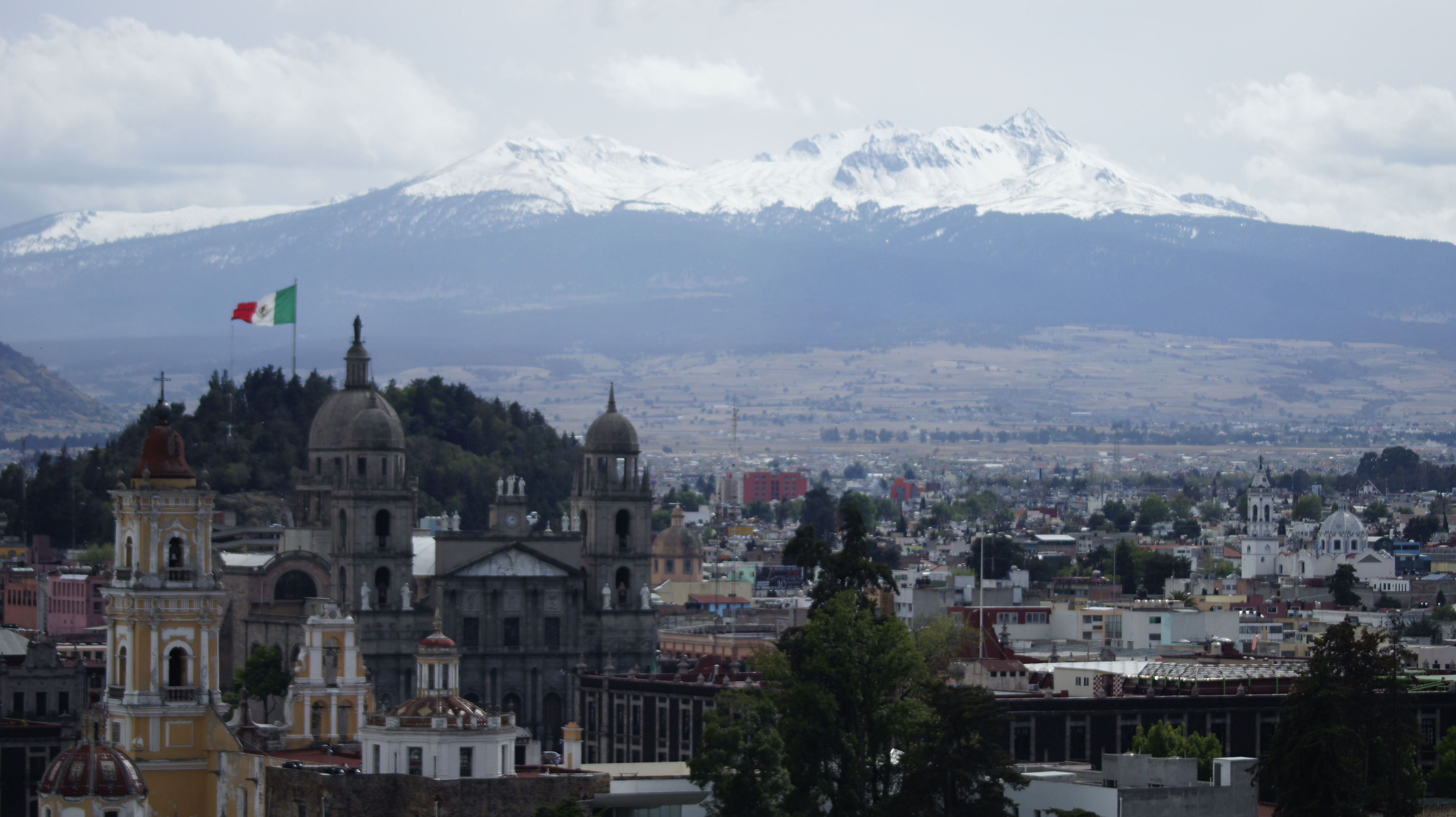
Toluca de Lerdo, mars 2013

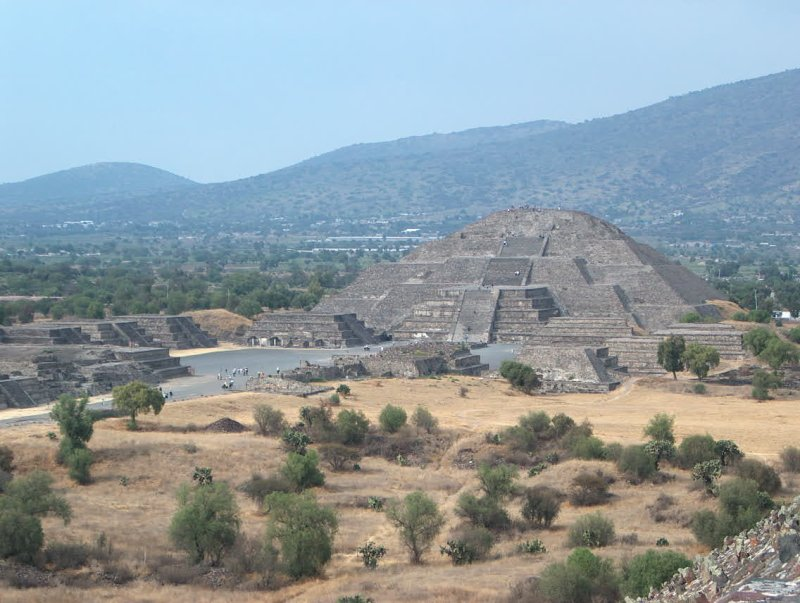
Månpyramiden vid Teotihuacán.

Den arkeologiska platsen Teotihuacán är belägen i den nordöstra delen av delstaten, ungefär 45 kilometer nordost om Mexico City.

## Städer
Många stora städer har vuxit upp i närheten av Mexico City och delstaten har flera städer med över 100 000 invånare. Förutom huvudstaden Toluca de Lerdo är dessa Buenavista, Chalco de Díaz Covarrubias, Chicoloapan de Juárez, Chimalhuacán, Ciudad López Mateos, Ciudad Nezahualcóyotl, Cuautitlán, Cuautitlán Izcalli, Ecatepec de Morelos, Ixtapaluca, Los Reyes Acaquilpan, Metepec, Naucalpan de Juárez, Ojo de Agua, San Francisco Coacalco, San Pablo de las Salinas, Tepexpan, Texcoco de Mora, Tlalnepantla, Villa Nicolás Romero, Xico och Zumpango de Ocampo.
De flesta av dessa ingår i Mexico Citys storstadsområde, som kallas Zona Metropolitana del Valle de México, eller storstadsområdet runt Toluca de Lerdo.